# Штайнхофф, Фриц
Фриц Штайнхофф (нем. Fritz Steinhoff; 23 ноября 1897 года, Виккеде — 22 октября 1969 года, Хаген, Северный Рейн-Вестфалия) — немецкий политик (СДПГ). Третий министр-президент (премьер-министр) земли Северный Рейн-Вестфалия (1956—1958).

## Биография

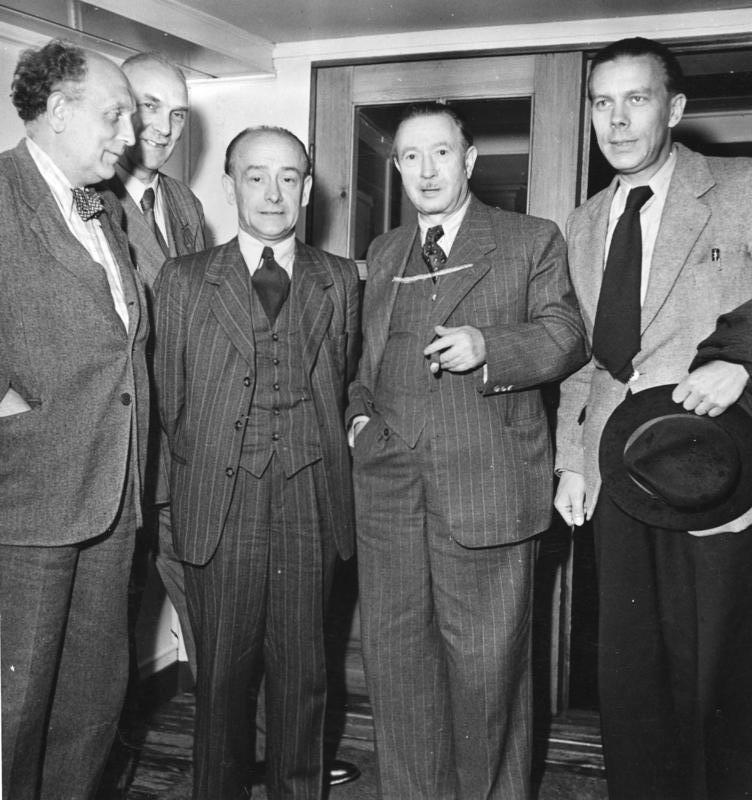
Фриц Штайнхофф среди министров по строительству в Гамбурге

Родился в 1897 году в семье шахтера в Унна-Массен. Стал шахтером в семнадцать лет. В период Первой мировой войны Штайнхофф был призван на военно-морской флот (1917) и прослужил на торпедном катере до 1919 года. После демобилизации снова стал шахтером и присоединился к СДПГ. В 1922 году он учился в Европейской академии труда при Франкфуртском университете, слушал лекции о бизнесе и политике экономиста Франца Оппенгеймера. Из-за безработицы Штайнхофф переехал в Берлин, где работал и посещал частную Немецкую политическую академию (Deutsche Hochschule für Politik).
В 1926 году он был волонтером партийной газеты СДПГ Westfälische Allgemeine Volkszeitung (WAVZ) в Дортмунде. Год спустя Штайнхофф стал управляющим директором по распространению газет и стал секретарем партии в Хагене. На местных выборах 1929 года СДПГ получила большинство мест, и Штайнхофф стал почётным членом магистрата по делам молодежи, спорту и городскому садоводству.
После захвата власти в Германии нацистской партией в 1933 году Фриц Штайнхофф был несколько раз арестован. Позже он работал на предприятии по очистке плит и духовок (1937—1938). В 1938 году Штайнхофф был приговорен к трем годам тюремного заключения за нелегальную доставку газеты СДПГ «Форвертс» в Германию (была запрещена с 1933 года).
После освобождения в 1941 году работал разнорабочим. После покушения на Гитлера 20 июля 1944 года Штайнхофф был снова арестован и отправлен в концлагерь Заксенхаузен. В 1945 году Штайнхофф шел маршем смерти, был освобожден американскими войсками в Мекленбурге.
После Второй мировой войны Штайнхофф стал членом городского совета Изерлона. В 1946 году он был мэром Хагена. Несмотря на то, что ХДС получил большинство в городском совете после местных выборов, Штайнхофф сохранял свой пост до 1956 года. Он был членом первого ландтага земли Северный Рейн-Вестфалия, в котором он был министром реконструкции в кабинете Карла Арнольда.
В 1950 году стал заместителем председателя группы СДПГ в парламенте земли, а после смерти Фрица Хенслера в 1953 году занял пост председателя.
После конфликта между ХДС / ХСС и СвДП, СвДП выступила против ХДС в земле Северный Рейн-Вестфалия.
На парламентских выборах 1958 года СДПГ смогла получить голоса вместе с СвДП и центром, но ХДС получил абсолютное большинство, и Франц Мейерс стал министром-президентом (премьер-министром) земли.
Штайнхофф был председателем Рурской региональной ассоциации в 1958 году. В 1961 году он получил прямой мандат от избирательного округа Хагена и перешел в Бундестаг. Он защитил свой мандат в 1965 году и оставался на этом посту до своей смерти.
Фриц Штайнхофф также был мэром Хагена с 1963 по 1964 год.
Скончался в 1969 году в Хагене.
1967 году Штайнхофф стал почётным гражданином города Хагена (Liste von Persönlichkeiten der Stadt Hagen). В его честь была названа общеобразовательная школа, а в 1989 году в был открыт мемориал.